# Cypella
Cypella é um género botânico pertencente à família Iridaceae.